# Oramia marplesi
Oramia marplesi là một loài nhện trong họ Agelenidae.
Loài này thuộc chi Oramia. Oramia marplesi được Raymond Robert Forster miêu tả năm 1964.